# NGC 5308
NGC 5308 (również PGC 48860 lub UGC 8722) – galaktyka soczewkowata (S0), znajdująca się w gwiazdozbiorze Wielkiej Niedźwiedzicy. Odkrył ją William Herschel 19 marca 1790 roku.
W galaktyce tej zaobserwowano do tej pory jedną supernową – SN 1996bk.